# Tunguska-eksplosionen
Tunguska-eksplosionen var en voldsom eksplosion, som fandt sted nær floden Stenede Tunguska i området Tunguska i det, der i dag er Krasnojarsk kraj i Rusland, omkring kl. 07:14. (0:14 UTC, 7:02 lokal soltid) den 30. juni 1908 (den 17. juni efter den julianske kalender, som var i brug lokalt på den tid).

## Eksplosionen
Ingen virkeligt store meteoritter har ramt Jorden de sidste ti millioner år. Det nærmeste, vi kommer et stort nedslag i historisk tid, er Tunguska-eksplosionen over det østlige Sibirien i 1908. Unormale atmosfæriske forhold blev meldt fra en række steder i verden. Først 19 år senere tog en ekspedition af sted til taigaen. Geologen Leonid Kunik fandt 2.000 km2 ødelagt skov, lagt flad fra et midtpunkt, ødelæggelsens diameter omkring 50 km. Meteoritten måtte være eksploderet i atmosfæren. I stedet for det krater, man ledte efter, fandt man en lille indsø, Cheko.  I nedslaget væltede 80 millioner træer, og vinduerne knustes i den nærmeste by 60 km borte, hvor beboerne mærkede varmen fra eksplosionen, og flere blev slået omkuld. Hundredvis af rensdyr omkom, og rystelserne i jordskorpen blev registreret så langt borte som i England. Nedslaget var mindst 185 gange kraftigere end Hiroshima-bomben og regnes som forårsaget af en asteroide eller komet. 
Braget kunne høres 1.000 km væk. Der blev meldt om stor lysudfoldelse om natten og næste aften, selv i Danmark, som ligger tusinder af kilometer fra Tunguska. Lysende natskyer, dannet af iskrystaller i stor højde, var ophav til de ualmindelige lysfænomener, som nyere forskning knytter til kometer. 

## Undersøgelser
Området blev ikke undersøgt før mange år senere på grund af det uvejsomme terræn. Man har hverken kunnet finde krateret eller resterne af det indtrængende himmellegeme. Man mener, at det måske er eksploderet til støv i 8 km's højde. Det skønnes, at eksplosionen må have haft en størrelse på fra 5 til 30 megaton TNT (21–130 PJ) med 10-15 megaton TNT (42–65 PJ) som det mest sandsynlige. Planetary Science Institute anslår dog energien til at være betydelig mindre end 0,5 megaton TNT, svarende til ca. 30 gange kraften ved atombomben Little Boy, der blev sprængt over Hiroshima..
Danskere har været med til at undersøge en kerne af tørv fra nedslagsområdet for et forhøjet indhold af grundstoffet iridium fra 1908 og årene derefter ud fra den antagelse, at hvis himmellegemet var eksploderet i 8 km højde, måtte partikler være slynget op i stratosfæren, som så ville have spredt det ud over hele Jorden som drys i løbet af et par år.[kilde mangler] Grundstoffet iridium er meget sjældent på Jorden, men ikke i rum-sten. Undersøgelserne viste ikke forhøjede tal af iridium.
Fra fotos taget flere år efter ses væltede skove i stort omfang, et område på størrelse med Sjælland. Det havde været en katastrofe, hvis himmellegemet havde ramt et tæt beboet område. Hvis den var kommet ca. 6 timer senere, kunne Oslo, Stockholm eller Helsinki være blevet ramt.
Forskeren Giuseppe Longo mener, at krateret er den 50 meter dybe Cheko-sø, og at meteoritten ligger 10 meter under søbunden og vejer ca. 1700 tons.
De usædvanlige lysfænomener forklares nu som resultatet af dannelsen af iskrystaller i stor højde, op til 85 km over Jorden, ved eksplosionen af boliden. Forskerne er kommet på sporet af denne forklaring, efter at opsendelsen af de amerikanske rumfærger har givet anledning til tilsvarende lysskyer af iskrystaller.

## Musik
Hændelsen har inspireret to musikstykker:
- The Kilaueas - "Tunguska Blast"
- Norma Jean (1994) - "The Fire Came By"